# Kuopionlahti
Kuopionlahti est un quartier du centre-ville de Kuopio en Finlande.

## Description
Le quartier abrite entre autres le centre musical de Kuopio , le lycée d'art Lumit (fi), le parc Maria Jotuni, un quai pour bateaux, un port de plaisance et un terrain de sport.
Le centre musical héberge la salle de concert de l'orchestre municipal, l'unité de l'Académie Sibelius à Kuopio et les cours de musique et de danse de l'université des sciences appliquées Savonia.

## Lieux et monuments

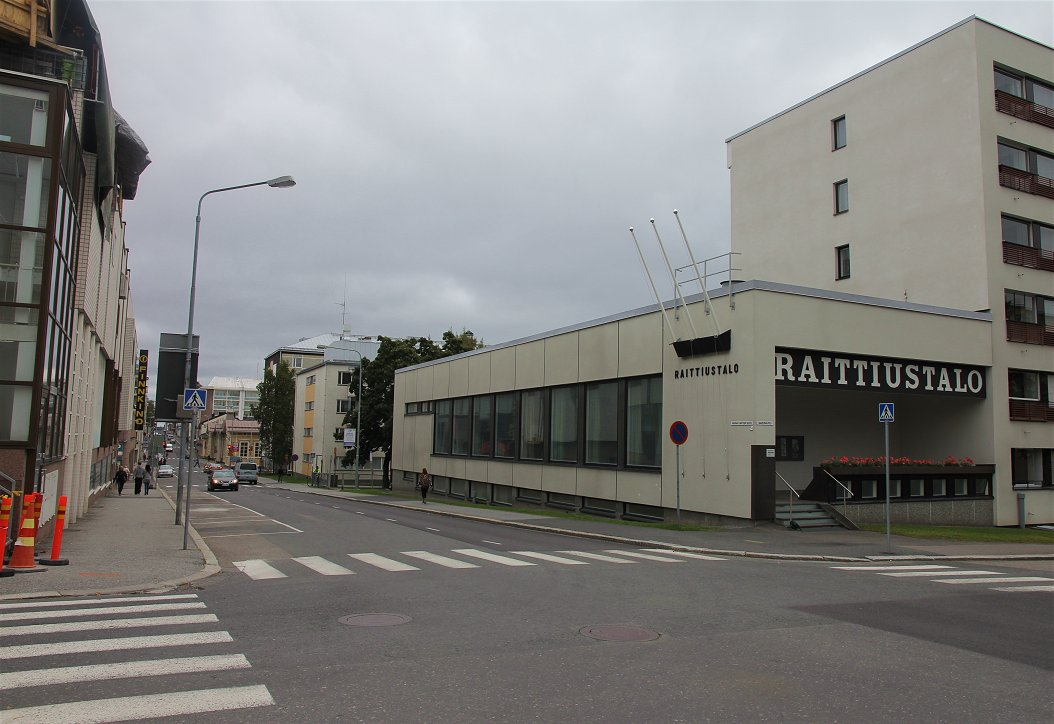
Croisement des rues Minna Canthin katu et Savonkatu.
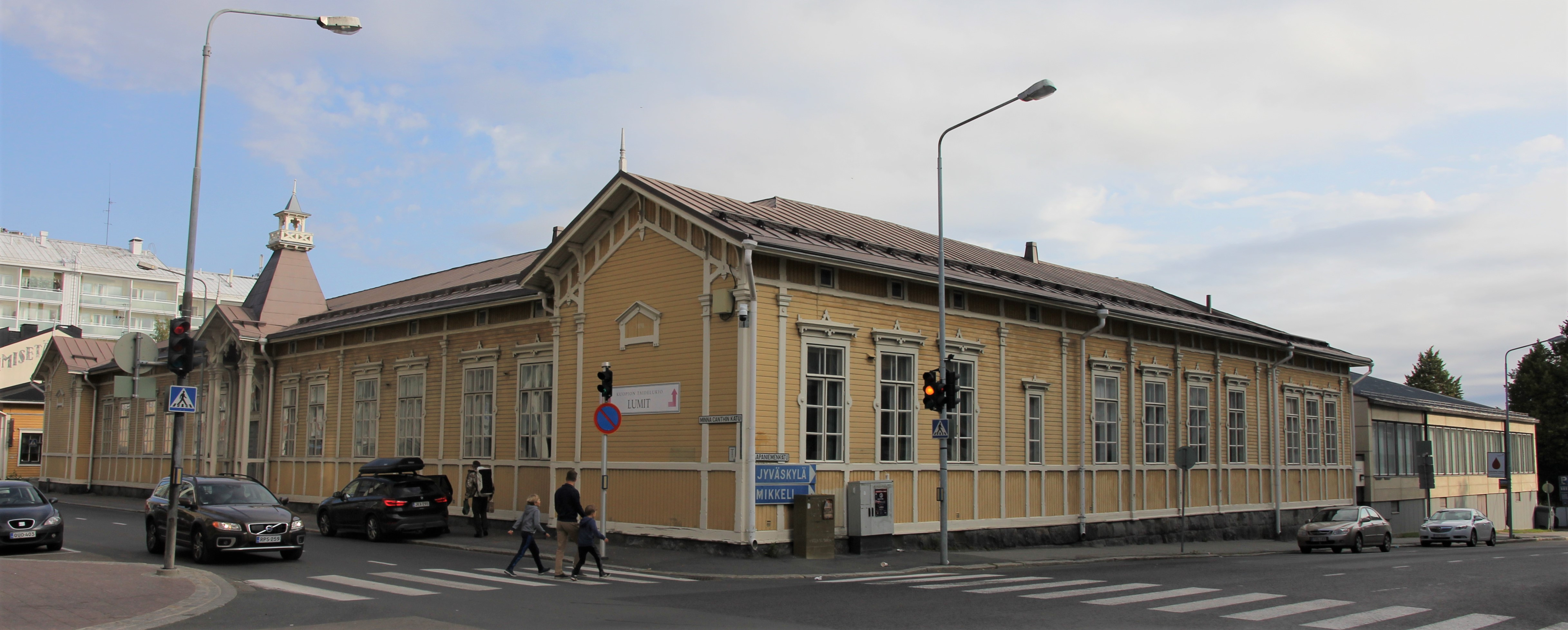
Lycé d'Art Lumit.
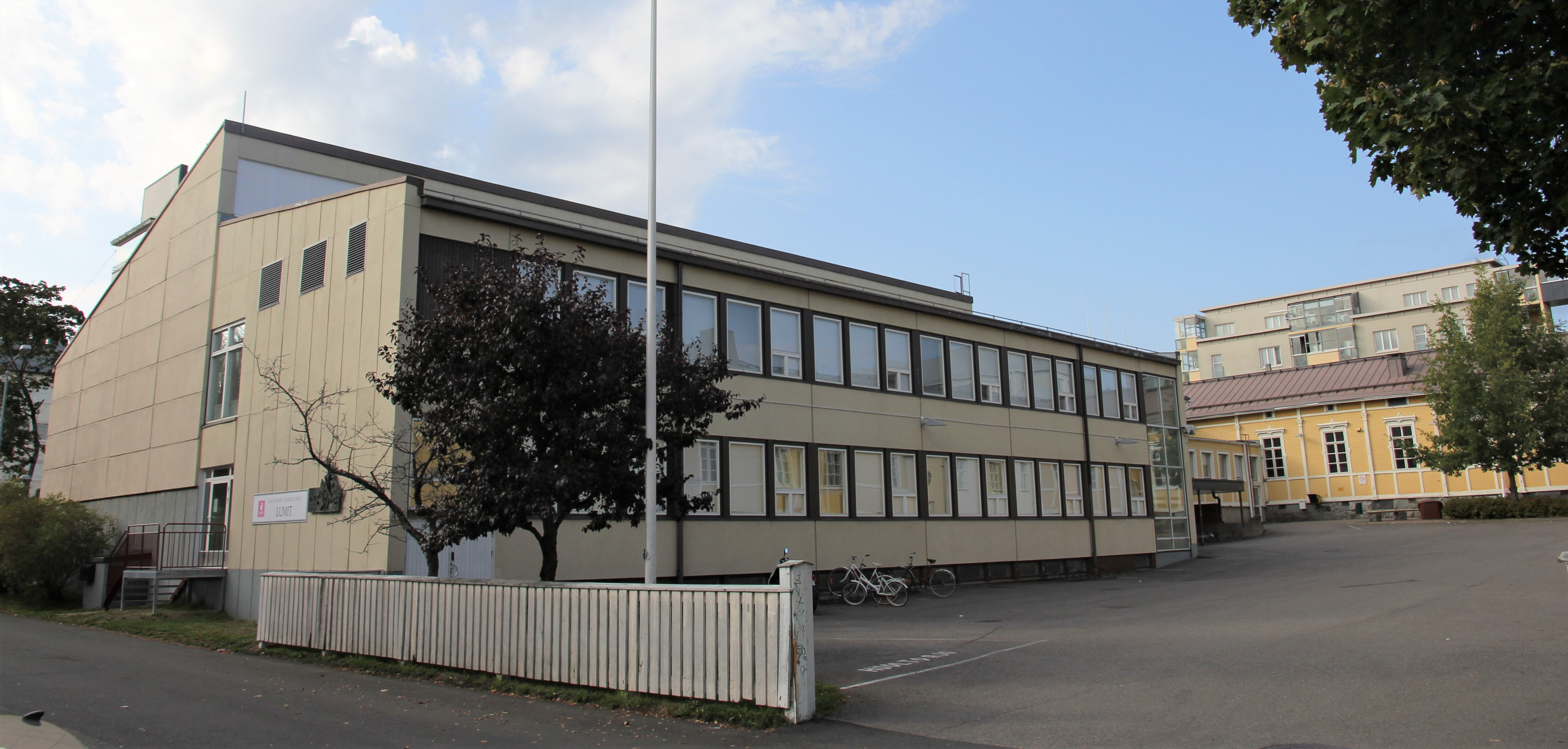
Lycé d'Art Lumit.
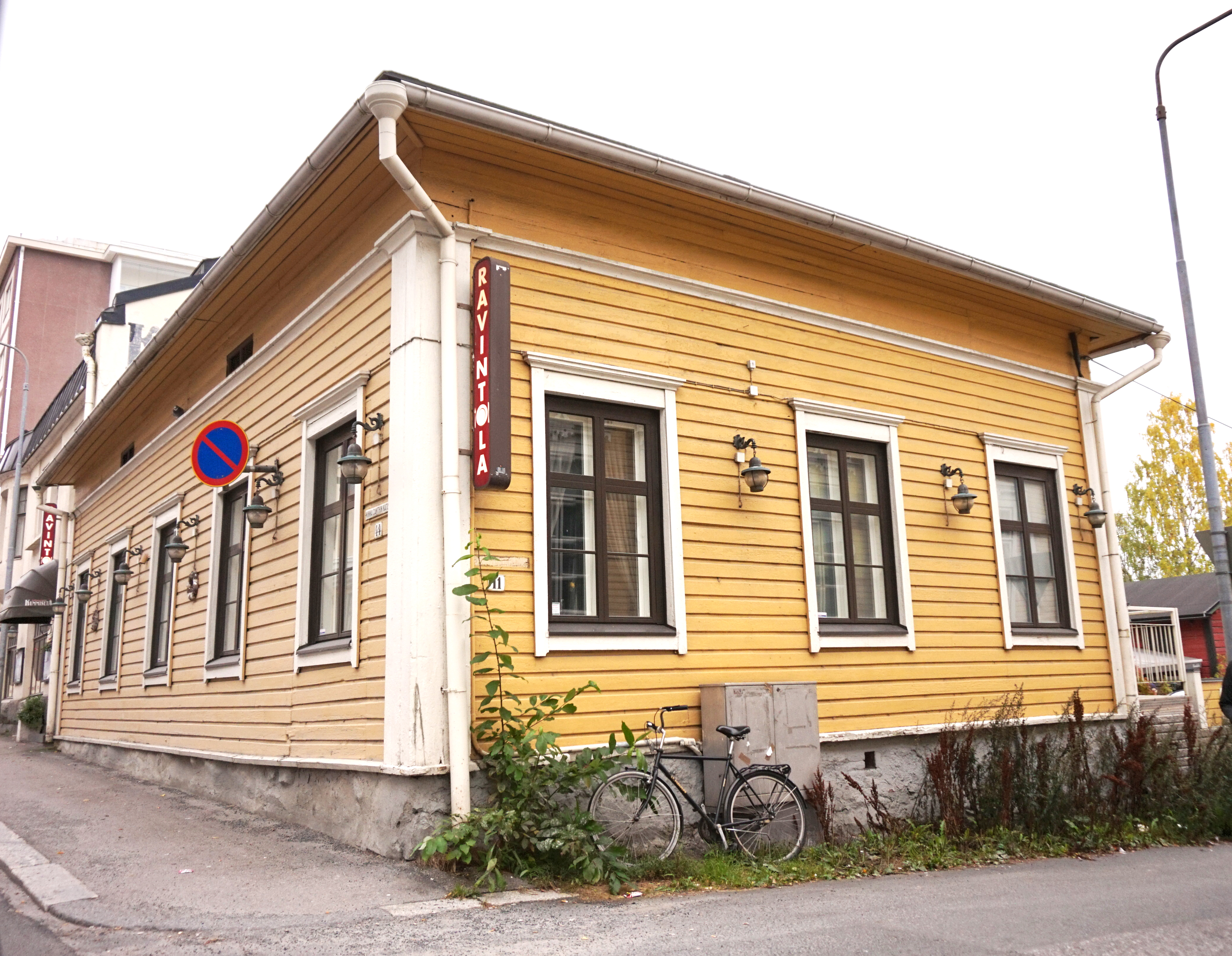
Rue Minna Canthin katu.